# Trappeto
Trappeto (sicilià Trappitu) és un municipi italià, dins de la ciutat metropolitana de Palerm. L'any 2007 tenia 3.123 habitants. Limita amb els municipis de Balestrate, Partinico i Terrasini.

## Administració
| Període | Identitat                     | Partit        |
| ------- | ----------------------------- | ------------- |
| 2003-   | Sebastiano Giuseppe Muscolino | Llista cívica |